# Валах, Юрай
Юрай Валах (словац. Juraj Valach; род. 1 февраля 1989, Топольчани, Западно-Словацкий край) — словацкий хоккеист, защитник. Выступает за клуб «Спишска-Нова-Вес».

## Карьера
Воспитанник клуба «Зволен». Также выступал за «Трай-Сити Америкэнс» (ЗХЛ), «Ванкувер Джайентс» (ЗХЛ), «Реджайна Пэтс» (ЗХЛ), «Ред-Дир Ребелс» (ЗХЛ), ХК «Детва», «Комета» (Брно), «Славия» Прага), «Слован» (Братислава), «Пираты» (Хомутов). В сезоне 2019/20 играл в открытом чемпионате Австрии за клуб «Линц».
В Словацкой экстралиге провел 172 матча, набрал 28 очков (10+18), в Чешской экстралиге — 409 матчей, 106 очков (39+67), в КХЛ — 25 матчей, 1 очко (0+1), в открытом чемпионате Австрии по хоккею — 23 матча, 7 очков (1+6).
В составе национальной сборной Словакии провел 34 матча, набрал 9 очков (2+7). Участник чемпионата мира 2014 (7 игр, 0+3) и Олимпийских игр 2018 (3 игры). В составе молодёжной сборной Словакии участник чемпионатов мира 2007 и 2009 (13 игр, 0+3). В составе юниорской сборной Словакии участник чемпионата мира 2006 (6 игр).

## Достижения
- Лучший снайпер-защитник чешской Экстралиги 2014 (11 голов)
- Лучший защитник чешской Экстралиги 2017[1]

## Семья
Жена Симона Валахова умерла 27 июня 2016 года при родах. Врачам удалось сохранить жизнь близнецов (сына Ергуша и дочери Амалии).